# Bustares
Bustares est une commune d'Espagne de la province de Guadalajara dans la communauté autonome de Castille-La Manche, connu pour être le lieu d'été 2020 du «projet Babbiddiu» du célèbre blogueur de mode de Messine Davide Vinci.